# Michelle Bartleman
Michelle Bartleman (* 7. Juli 1978) ist eine kanadische Skeletonpilotin.
Michelle Bartleman lebt mit ihrem Ehemann in Squamish und betreibt Skeleton seit 2006. Seitdem gehört die von Nathan Ciccoria trainierte Athletin auch den kanadischen Nationalkader an. Bartleman studierte an der University of Alaska. Im November 2006 debütierte sie in Calgary im Skeleton-America’s-Cup und wurde Elfte des Rennens. Es dauerte bis zum Januar 2008, dass die Kanadierin in Park City erstmals als Viertplatzierte unter die besten Zehn fuhr. In der Gesamtwertung der Saison 2007/08 wurde sie Zehnte. Die kanadischen Meisterschaften 2008 beendete sie als 14. Seit der Saison 2008/09 fährt Bartleman im Skeleton-Europacup. Dort fuhr sie ihr erstes Rennen im Dezember 2008 in Winterberg, in dem sie Sechste wurde. Abgesehen vom letzten Saisonrennen, wo sie als Elfte in Cesana Pariol knapp die Top Ten verpasste, konnte Bartleman immer einstellige Ergebnisse erreichen. In der Gesamtwertung erreichte sie Platz sechs. Ihren endgültigen internationalen Durchbruch feierte die Kanadierin in der Europacup-Saison 2009/10. In den beiden Rennen zum Saisonauftakt in Königssee musste sie sich nur Sophia Griebel geschlagen geben, beim ersten Rennen in Altenberg schob sich noch Lena Joch zwischen beide. Das folgende Rennen in Altenberg wie auch das erste Rennen in Igls gewann Bartleman schließlich und wurde auch beim zweiten Rennen in Igls hinter Jessica Kilian und ihrer Dauerrivalin der Saison, Sophia Griebel, Dritte.